# Поттер Тауншип (округ Сентер, Пенсільванія)
Поттер Тауншип (англ. Potter Township) — селище (англ. township) в США, в окрузі Сентр штату Пенсільванія. Населення — 3581 особа (2020).

## Демографія
Згідно з переписом 2010 року, у селищі мешкало 3517 осіб у 1463 домогосподарствах у складі 1069 родин. Було 1713 помешкання
Расовий склад населення:
| - 98,4 % — білих - 0,3 % — чорних або афроамериканців - 0,3 % — азіатів - 0,1 % — корінних американців |

До двох чи більше рас належало 0,5 %. Частка іспаномовних становила 0,9 % від усіх жителів.
За віковим діапазоном населення розподілялося таким чином: 20,7 % — особи молодші 18 років, 60,6 % — особи у віці 18—64 років, 18,7 % — особи у віці 65 років та старші. Медіана віку мешканця становила 46,1 року. На 100 осіб жіночої статі у селищі припадало 97,5 чоловіків;  на 100 жінок у віці від 18 років та старших — 97,6 чоловіків також старших 18 років.
Середній дохід на одне домашнє господарство  становив 74 382 долари США (медіана — 51 061), а середній дохід на одну сім'ю — 85 425 доларів (медіана — 63 445). Медіана доходів становила 48 232 долари для чоловіків та 39 185 доларів для жінок. За межею бідності перебувало 5,9 % осіб, у тому числі 12,1 % дітей у віці до 18 років та 4,3 % осіб у віці 65 років та старших.
Цивільне працевлаштоване населення становило 1712 осіб. Основні галузі зайнятості: освіта, охорона здоров'я та соціальна допомога — 36,2 %, роздрібна торгівля — 13,4 %, будівництво — 12,0 %.